# Spelmanslag

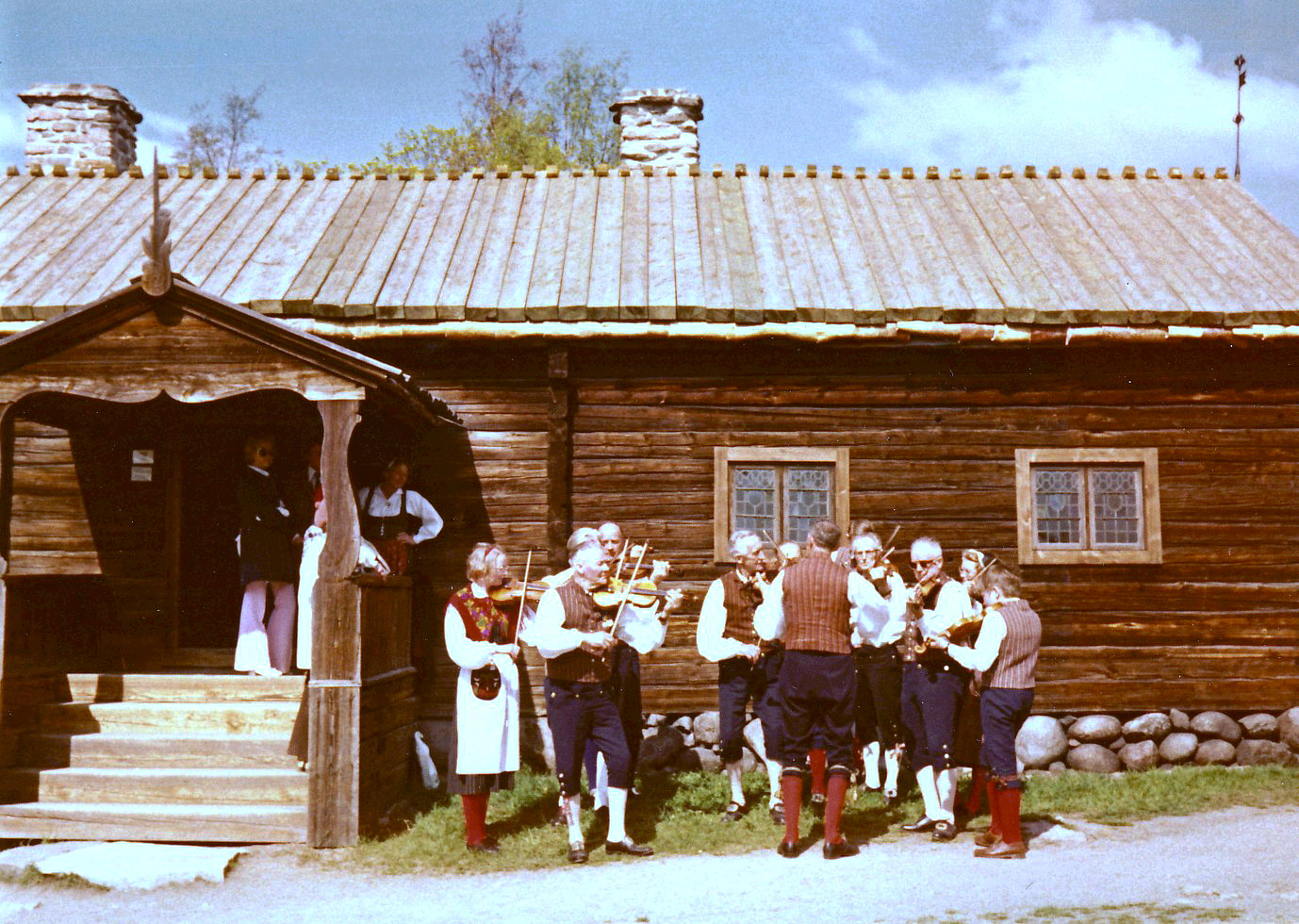
Ett spelmanslag uppträder utanför Älvrosgården på Skansen 1972.

Ett spelmanslag är en folkmusikgrupp av spelmän, vanligtvis med fiol som det dominerande instrumentet.  Det förekommer också lag med nyckelharpa som ledande instrument. Spelmanslag spelar vanligtvis låtar som är karakteristiska för sin del av Sverige. Spelmanslagen kan ses som såväl musikaliska som sociala sammanslutningar.

## Historik
Fenomenet spelmanslag, att ett större antal spelmän organiserar sig i föreningsform och spelar tillsammans, började uppstå under 1930-talet. Exempel är Skånska spelmanslaget, bildat 1937 eller tidigare, och Dalaföreningens spelmanslag som bildades 1939 i Stockholm av dalkarlar boende där.  Att laget tar sitt namn efter den ort där de verkar, vanligen en socken, blev vanligt först under 1940-talet. Under 1940-talet spred sig fenomenet från Stockholm till bl.a. Dalarna.  Spelmanslag bildades i Hogdal 1943, Rättvik 1944, Transtrand och Mora 1945, Valö 1946, Härnösand och Stora Tuna 1947, Leksand och Malung 1948.  Rättvikslagets makalösa framgång med skivan Gärdeby gånglåt 1949 ledde till stor tillväxt av spelmanslag i början av 1950-talet, då många spelmanslag bildades i övriga delar av Sverige.
I en redogörelse för statistik om spelmanslag framgår att man kan urskilja tre typer av ensembler bland spelmanslagen skivor. 1) Det välordnade stråklaget, med massiv fiolklang, typ Rättviks spelmanslag med Gärdebylåten. 2) Allspelslaget med enklare låtar, där melodin stöds av bas och gitarr. 3) Danslaget, med stadig rytm, som var mer ovanligt på skiva men desto vanligare som verksamhet för lagen. Statistiken visar på 295 spelmanslag över landet 1983, men ett visst bortfall gör att kan anta att det fanns ytterligare ett femtiotal lag. Efter en nedgång på 1960-talet, bildades flera nya spelmanslag på 1970-talet, när den s.k. folkmusikvågen började, och intresset för folkmusik ökade markant.
Genom Matts Arnbergs försorg kom många av dalalagen att framträda i radio under 1950-talet. Arnberg menade att spelmanslagen var ett bra sätt att fostra radiopubliken att höra folkmusik som han annars ansåg vara för otillgänglig.  Programmen presenterades ofta av Knis Karl Aronsson från Leksand, även om det var lag från andra dalasocknar som spelade.
Framgångarna i radio och på skiva fick också motreaktioner. Några menade att folkmusiken var solistisk till sin natur, och masspelet fostrade medelmåttor. De syftade då främst på allspelet men även spelmanslagen berördes.
Från att från början främst ha spelat för en sittande publik, har nu de flesta lagen en viktig funktion som dansmusiker, både för gammaldans och bygdedans.
Spelmanslagen verkar annars i samma anda som salongsorkestrar och mässingsorkestrar gjorde vid slutet av 1800-talet, med konstmusikaliska arrangemang av folkmelodier som ideal. Det är inte så märkligt som det kan låta, eftersom många spelmän också är aktiva i den lokala orkesterföreningen, och är vana vid stämspel och arrangemang.